# 724 a.C.
Il 724 a.C. (DCCXXIV a.C. in numeri romani) è un anno  dell'VIII secolo a.C.

## Eventi
- Il diaulo è inserito tra le discipline olimpiche.